# Paravilla extremitis
Paravilla extremitis är en tvåvingeart som först beskrevs av Daniel William Coquillett 1902.  Paravilla extremitis ingår i släktet Paravilla och familjen svävflugor. Inga underarter finns listade i Catalogue of Life.